# Sawao Kato
Sawao Kato, em japonês 加藤 沢男 Katō Sawao, (11 de outubro de 1946 em Gosen, Niigata) foi um ginasta que competiu pela equipe japonesa sênior entre 1968 e 1976. Kato é conhecido também por ser um dos mais bem sucedidos atletas olímpicos da Era Moderna.
O ex-ginasta é tri-campeão olímpico pela equipe do Japão, bicampeão olímpico do individual geral e campeão olímpico no solo e nas barras paralelas. No total, Kato conquistou doze medalhas olímpicas, sendo oito delas de ouro. Apesar de nunca ter vencido provas individuais em campeonatos mundiais, Sawao foi bicampeão por equipes.

## Carreira
O início da carreira de Sawao Kato não fora dos mais promissores. Quando criança o menino era tido como alguém que não se destacaria no esporte. Ao entrar na escola, fora cuidado e empolgado. No entanto, ao ingressar nas aulas de Educação Física, estava pouco entusiasmado. Ainda cursando o ginásio, Kato fora convocado para uma competição, onde apresentou-se na barra fixa. Aos dezoito anos, no Campeonato Juvenil de Niigata, em 1964, o jovem ginasta conquistou sua primeira vitória. Mais tarde, o atleta ingressou no clube da Universidade de Tóquio, onde começou a intensificar seus treinamentos para os nacionais e para, no futuro, tornar-se um campeão olímpico.
Seu treinador foi o compatriota Kaneko. Sob seus ensinamentos, Kato decidiu inovar com o uso do trampolim para se lançar na barra fixa, invés de usar o impulso.
Sawao fez sua estreia em Olimpíadas em 1968, aos 22 anos e com uma lesão no calcanhar, na edição realizada na Cidade do México. Nesta competição, o ginasta conquistou três medalhas de ouro, sendo duas delas individuais – individual geral e solo. Quatro anos depois, ganhou seu bicampeonato do concurso geral ao lado de mais dois compatriotas. Em sua última participação olímpica, no entanto, o japonês fora superado pelo soviético Nikolai Andrianov na disputa do individual geral.
Por sua força técnica e mental, e por seu compromisso para com o desporto, Kato era considerado um ginasta sem qualquer deficiência em qualquer um dos seis aparelhos. Como uma prova de sua eficiência, está sua presença em todas as finais nos Jogos Olímpicos de Munique – Alemanha, das quais conquistou medalhas em cinco eventos. Além disso, fora visto como o melhor dentre os componentes da equipe japonesa, sendo então, o responsável por diversas conquistas. Em contrapartida, Sawao perdera por três vezes consecutivas um concurso geral, nunca estando hábil para concluir um Campeonato Mundial – Em 1970, uma lesão o impossibilitou de participar do evento e em 1974, deslocou o ombro em uma queda da barra fixa. Apesar da lesão no ombro, Kato finalizou o exercício.
Sua vida dentro da modalidade permaneceu mesmo com o fim de sua carreira como ginasta – como juiz, ele representou o Japão em treze competições internacionais oficiais da FIG e fora eleito pela mesma entidade o 1º vice-presidente do Comitê Técnico. Sawo Kato se aposentou aos 31 anos de idade como um dos maiores e mais precisos ginastas a competir. Ainda hoje, Sawao Kato é um dos dez únicos atletas a conquistar oito ou mais medalhas de ouro em Jogos Olímpicos, sendo o número um do Japão em vitórias de mesmo nível. Em 2001, o ex-ginasta entrou para o International Gymnastics Hall of Fame. Seu atual ofício é o de professor na universidade de Tsukuba.

## Principais resultados
| Ano  | Evento               | AA                | Equipe           | Solo | Cavalo com alças | Argolas | Salto sobre o cavalo | Barras paralelas  | Barra fixa       |
| ---- | -------------------- | ----------------- | ---------------- | ---- | ---------------- | ------- | -------------------- | ----------------- | ---------------- |
| 1964 | Japão vs Hungria     | 5º                | Medalha de ouro  |      |                  |         |                      |                   |                  |
| 1967 | Pré-Olímpico         | 10º               |                  |      |                  |         |                      |                   |                  |
| 1967 | Jogos Universitários | Medalha de bronze |                  |      |                  |         |                      |                   |                  |
| 1970 | Copa Chunichi        | 4º                |                  |      |                  |         |                      |                   |                  |
| 1970 | Copa NHK             | 5º                |                  |      |                  |         |                      |                   |                  |
| 1971 | Campeonato Mundial   | Medalha de prata  |                  |      |                  |         |                      |                   |                  |
| 1972 | Jogos Olímpicos      | Medalha de ouro   | Medalha de ouro  |      | Medalha de prata |         |                      | Medalha de ouro   | Medalha de prata |
| 1976 | Jogos Olímpicos      | Medalha de ouro   | Medalha de prata |      |                  |         |                      | Medalha de ouro   |                  |
| 1977 | Campeonato Mundial   | 4º                |                  |      |                  |         |                      | Medalha de bronze |                  |